# 신생활운동
신생활운동(중국어 간체자: 新生活运动, 정체자: 新生活運動, 병음: Xīn Shēnghuó Yùndòng 신성훠윈둥[*])은 1930년대 중화민국 정부가 주도한 시민 운동으로 문화 개혁과 성리학적 사회 도덕을 고취하고 궁극적으로 중국을 중앙 집권적인 이념으로 통합하기 위한 운동이다. 장제스는 1934년 2월 19일에 중국 국민당과 함께 반공주의 운동의 일환으로 이 계획을 시작했고 곧 전국을 대상으로 한 운동을 확대했다.
장제스와 그의 아내인 쑹메이링은 4가지 덕목, 즉 '예'(禮, 예절), '의'(義, 정의), '염'(廉, 깨끗함), '치'(恥, 부끄러움)를 옹호했다. 이 캠페인은 국민당 내 남의사, CC단, 중국의 기독교 선교사들의 도움으로 진행되었다.

## 역사적 배경
신생활운동은 이미 서양 제국주의 열강들에 의해 약화된 중국이 고조되는 일본 군국주의와 국내 군벌 세력, 공산주의의 위협에 직면한 시기에 등장했다. 신생활운동의 시작은 장제스가 부패와 외국의 영향에 따른 도덕적 타락에 대한 우려가 커진다고 경고한 맥락에서 시작되었다. 역사학자 콜린 매커라스는 "부패는 장제스 통치의 지속적인 특징이었다."며 관료들 사이에 족벌주의와 뇌물이 만연했다고 썼다. 장쩌민은 "만약 우리가 부패, 뇌물, 부패, 무지로 가득한 현재의 몸을 제거하지 않고 대신 깨끗하고 효과적인 행정을 수립한다면 우리가 만주족처럼 우리에 대항하여 혁명이 시작되는 날이 곧 올 것"이라고 경고했다.
장제스는 중국인들이 "참을 수 없을 정도로 육체적으로 불결하고, 쾌락적이고, 게으르고, 그리고 정신적으로 퇴폐적이고, 이성이 없는 삶을 살았다."고 주장했다. 장쩌민의 정치적 라이벌인 왕징웨이는 중국인들의 삶을 '흡연', '병', '도박', '오물', '귀신', '나태'로 묘사했다. 왕징웨이는 이러한 행동의 근본적인 심리적 근거는 '감상적인 자세', '자기 추구'라고 주장했다. 그는 '감상적인 자세'가 옳고 그름에 대한 감각 없이 따라서 구별이나 목적이 없는 삶으로 이어진다고 주장했다. '자기 추구'는 이러한 종류의 행동에 대한 외부의 모든 간섭을 '자유'에 대한 침해로 거부하도록 이끌었다. 타인과 타인의 권리에 대한 배려가 없었고 오직 자신의 안락함만이 사회 생활과 집단적 연대를 방해할 수밖에 없었다.
장제스의 마음 속에는 자유주의, 실용주의, 민족주의와 같은 서구적 개념과 마르크스주의를 각각 포함한 보다 급진적인 사상을 육성한 신문화운동과 5·4 운동에 따른 외국 사상의 유입이 복합적으로 작용했다. 이 운동은 중국의 전통적인 도덕성의 부활을 통해 그러한 위협에 대항하려고 시도했는데 이는 현대 서구의 가치에 중국 사회에 더 적합한 것이었다. 이 운동은 기독교, 민족주의, 권위주의와 혼합된 유교에 기반을 두었으며 일부 역사가들은 이 운동이 파시즘과 유사하다고 주장한다. 이 운동에 대한 비판은 개인주의와 자유주의를 크게 거부하는 반면 사회주의와 공산주의를 반대한다고 비난한다.
쑹메이링은 영적 계몽 프로그램을 요구했다. 그는 1935년에 미국 잡지 《포럼》에서 "중국이 대국으로서의 지위를 다시 회복할 수 있도록 하기 위해서는 엄청난 부를 축적하는 것만으로는 충분하지 않다."고 썼다. 그는 계속해서 "영적 가치가 단순한 물질적 부를 초월하기 때문에 정신의 부활도 있어야 한다. 쑹메이링은 신생활운동을 시작하는 과정, 대중의 얼굴을 대표하는 과정에서 모두 중요한 역할을 했다.

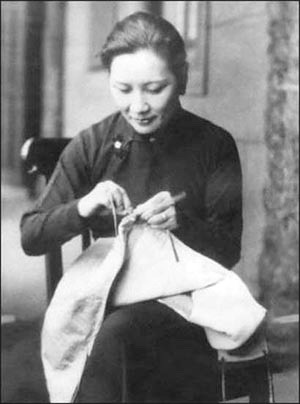
군인들을 위해 군복을 꿰매는 쑹메이링

쑹메이링은 청교도적인 중국의 일부 정치인들이 자신들의 목적을 위해 신생활운동을 선택하려고 노력하는 동안에 자신의 남편인 장제스는 그들의 활동을 끝내려고 노력했다고 주장했다. 쑹메이링은 1937년 8월에 상하이에서 미국의 기자인 풀턴 어슬러와 가진 인터뷰에서 신생활운동과 관련하여 "중국은 결코 파시즘이나 전체주의 국가의 어떤 형태도 취하지 않을 것입니다. 우리는 결코 진정으로 엄격할 수 없습니다. 모든 중국인은 개성이 있습니다. 우리는 항상 스스로 생각할 것입니다. 우리는 오래되고 웅장한 문화, 정의감, 자유에 대한 사랑을 가지고 있습니다. 신생활운동은 모든 형태의 연대가 쑨원의 원칙에 반대되고 국민들을 배반한다는 이유로 분명히 거부해 왔습니다."라고 말했다.
신생활은 중국의 질병이 "위에서 본받고 권고함으로써" 치료될 수 있다고 믿으며 공무원, 교육을 받은 부유한 계층을 대상으로 했다. 이러한 사회 변혁의 낙수적인 철학은 "신사의 미덕은 바람과 같고 평민의 미덕은 풀과 같다. 바람이 풀밭 위로 불게 하면 반드시 휘어질 것이다."라는 문장에서 알 수 있듯이 유교에서의 믿음과 유사한 편이다. 또한 "내부로부터의 구원"이라는 개념은 개인을 변화시킴으로써 세상을 변화시킨다는 기독교적 개념을 어느 정도 모델화했다고 주장한다.
쑹메이링은 남의사가 "멍청하고, 지나치게 열정적이고, 성공으로 어지러웠다."고 인정했지만 정부가 공식적으로 그들의 활동의 대부분을 지지하거나 그들의 행동을 용납하지 않았다고 진술했다. 그러나 국민당 내부의 몇몇 저명한 인사들도 공개적으로 신생활운동을 비판했다. 보다 전통적인 기독교적 이상과 대조적으로 오랫동안 사회주의적 이상을 옹호했던 쑹메이링의 누나인 쑹칭링은 신생활운동에 대해 "사람들에게 아무것도 주지 않는 현학적인 운동"으로 치부했다. 또한 적절한 행동에 대한 고대 유교적인 이상들의 깊은 강조는 밀리 시대에 대부분 비현실적이고 현명하지 못했다. 중국 가족의 아들들은 여전히 매일 굶고 있었다. 그녀는 "혁명의 목표는 인간의 물질적 복지이다. 만약 그것이 도달하지 않는다면 혁명은 없었다."라고 지적했다. 이처럼 쑹칭링은 주로 중국 국민의 상당한 물질적 필수품에 초점을 맞추고 있었고 쑹메이링은 중국 인민의 높은 정신적 요구에 초점을 맞추고 있었다. 결국 쑹칭링은 국민당을 완전히 떠나 공산당에 합류하게 된 두 자매 사이의 불화에 기여했다.
국민당의 대표적인 자유주의자인 후스는 "나라를 구할 만병통치약도 없고 국가를 되살릴 기적의 치료법도 없을 것"이라면서 운동이 해결하고자 했던 문제들은 실제로 상당하고 널리 퍼져 있었지만 장제스가 이에 대응하려는 방법들은 훨씬 덜 효과적이었고 중화민국이 이에 대응하는 방법들은 덜 효과적이었다고 말했다. 우리는 중국인들의 소위 영성을 되살리려고 노력하기 전에 중국인들의 물질적 행복을 새롭게 하는 데 초점을 맞출 것이다. 후스는 "어린이들이 탄 석탄의 절반이나 더러운 헝겊을 찾기 위해 쓰레기 더미를 뒤지고 있을 때 만약 그들이 주운 잃어버린 물건을 주머니에 넣는다면 어떻게 그들을 부정직하다고 비난할 수 있습니까? 정부의 1번째 책임은 보통 사람들이 제대로 된 삶을 살 수 있도록 하는 것입니다. 그들에게 소위 새로운 삶을 사는 법을 가르치는 것은 단지 마지막 일일 수 있습니다."라고 비판했다.
신생활운동의 고문으로 일했고 쑹메이링과 가까운 관계를 가졌던 캐나다의 기독교 선교사인 제임스 개러스 엔디콧은 쑹메이링이 아마도 국민당 정부의 더 합리적인 구성원들 중 하나일 것이라고 느끼며 그가 본 것에 대해 쑹메이링에게 항의했다. 비록 엔디콧은 신생활운동의 일부 측면을 지지했지만 그는 정부에 신생활운동에 참여해야 한다는 것에 동의하지 않았다. 쑹메이링이 장제스에게 개인적으로 자신의 증가하는 우려들을 공유하도록 촉구한 다음에 엔디콧은 만약 쑹메이링이 농업 개혁을 시작하는 것을 포함한 사람들의 필요에 정부의 국내 정책들을 기초로 하지 않는다면 결국 혁명군들이 장제스에 대항하여 일어날 것이라고 퉁명스럽게 말했다. 장제스는 토지 개혁에 대한 계획이 있었지만 "그것을 이용하기 위해 주변에 공산주의자들이 많이 있는 동안에 토지 개혁을 실행할 수 없다."고 대답했고 열띤 교환 끝에 그들의 논의를 끝냈다.
장제스의 신생활운동의 초반 시작은 그가 계급 투쟁의 가혹한 현실에 의하여 거부된 소련과 중국의 공산주의 지역들에서 그의 개인적이고 부정적인 경험들에서 나왔다. 장제스는 "가난한 사람들은 부자들을 강탈하는 것이 옳다는 말을 들었다. 직원들은 그들의 고용주를 배신하거나 심지어 죽이도록 격려받았다. 어린이이들은 그들의 부모를 비난하도록 촉구받았다."라고 증언했다. 장제스에게 이러한 경험들은 중국의 전통 윤리에서 제시한 '모든 기본 원칙'에 충격을 주었다. 장제스는 충성과 명예가 필수적인 옛 중국의 윤리를 부활시키는 일을 스스로 맡았다.
장제스는 신생활운동을 위해 유교와 감리교의 자기 수양과 올바른 생활을 사용했다. 이를 위해 일상 생활의 모든 측면에서 적절한 예절을 규정했다. 그는 쑨원이 지시한 삼민주의에서 민생주의를 수행하기 위한 프로그램의 핵심 부분으로 신생활운동을 꼽았다.

## 교리와 주요 신념
장제스는 1934년 9월에 가진 연설을 통해 신생활운동이 "4가지 덕목에 의해 지도되는 규칙적인 삶의 촉진"을 목표로 한다고 언급했다. 그가 제시한 4가지 덕목은 '예'(禮, 예절), '의'(義, 정의), '염'(廉, 깨끗함), '치'(恥, 부끄러움)이다. 장제스는 이 연설에서 "4가지 덕목은 음식, 의복, 주거 및 행동의 문제에 있어서 일상 생활에 적용되어야 합니다. 4가지 덕목은 도덕의 증진을 위한 필수적인 원칙입니다. 이들은 인간과 인간의 일을 처리하고, 자신을 가꾸고, 주변 환경에 적응하기 위한 주요 규칙을 형성합니다. 이러한 규칙을 위반하는 사람은 반드시 실패할 것이며 이를 무시하는 국가는 살아남지 못할 것입니다."라고 밝혔다.
장제스는 나중에 "신속함", "정밀함", "조화", "품위"를 추가함으로써 4가지 덕목을 8개로 늘렸다. 이러한 요소들은 '청결'과 '훈육'의 2가지 기본적인 형태로 요약되었고 "신생활"을 달성하기 위한 1번째 단계로 간주되었다. 사람들은 공공장소에서 침을 뱉거나 소변을 보거나 재채기를 하지 않는 것과 같은 현대적인 예의바른 행동에 참여하도록 장려되었다. 그들은 식사를 할 때 소리를 내지 않는 것과 같은 좋은 식사 예절을 채택하도록 장려되었다. 거의 100개의 그러한 규칙들이 일상 생활을 지배했다.

## 운동에 미치는 영향
신생활운동의 이념적인 엄격함은 지난 시대의 지배적인 도덕 철학이었던 성리학, 신유가와 많은 유사점을 가지고 있었다. 신생활운동은 유교 사상에서 따온 4대 덕목을 기반으로 한다. 폴 라인바거는 신생활운동의 원칙은 "현대적 조건에 맞게 해석된 기본적인 유교적 개인적 미덕의 단순한 재작성으로 구성된다."고 말했다.
역사학자 로이드 이스트먼은 장제스의 목표를 단일 이념, 즉 파시즘 이념으로 중국을 통일하는 것으로 보았다. 키스 스코파에 따르면 새로운 일련의 믿음은 일반 중국 시민의 일상 생활을 규제하는 95개의 추가 하위 규칙에 의해 뒷받침되는 4가지 주요 덕목과 함께 실행하기 쉬운 것으로 보였다.
이 운동은 또한 장제스의 기독교에 의해 형성되었다. 엘머 클라크에 따르면 새로운 교리는 "중국의 르네상스, 즉 인류의 1/4에 해당하는 습관, 관습, 예절의 완전한 개혁을 제안한 야심찬 도덕적이고 윤리적인 사업"이라고 한다. 유교와 기독교 사이에는 겹치는 도덕적 지침이 존재한다. 신생활운동에 배치된 95개의 규칙은 종종 "도박하지 말라" 또는 "여성과 아이들에게 예의바르고 정중하게 하라"와 같이 운동에 대한 두 가지의 영향력 사이의 경계를 모호하게 한다.
이 운동은 또한 전체주의적 요소를 가지고 있다는 비판을 받아왔다. 딜릭은 이 운동이 전통적인 도덕률과 사회 구조를 도구화했다는 사실 때문에 "반혁명적 보수주의"에 반대하는 "현대 반혁명"으로 본다. 일부 역사학자들은 이 운동을 나치즘을 모방한 것으로 간주하고 이 운동을 장제스가 중국의 일상 생활에 대한 통제를 높이는 데 사용된 신국가주의 운동으로 간주했다. 프레드릭 웨이크먼은 새 생명 운동이 "유교 파시즘"이라고 주장했다. 그러나 다른 역사학자들은 신생활운동이 당시의 중국 사회에 어떠한 긍정적인 이익이 없었던 것은 아니라고 언급하면서 신생활운동에 대해 더 긍정적이거나 혼합된 평가를 제공했다. 이들은 신생활운동이 결함이 있고 지나치게 이상주의적이고 청교도적인 운동이지만 반드시 그 핵심에 파시스트적인 운동은 아니라고 주장했다.

## 평가
중국을 활성화하고 혁명을 일으키려는 원대한 목표에도 불구하고 신생활운동은 운동 기간 내내 국내외의 환영을 거의 받지 못했기 때문에 결국 실패로 끝났다. 이 운동이 체계적인 이념을 형성하지 못하는 것과 우려의 진부함이 결합되면서 중국과 외국의 평론가들은 신행활의 이념과 의도의 중요성을 무시하는 대신에 운동의 더 피상적인 측면을 강조하게 되었다. 결과적으로 이 운동은 농담으로 또는 더 심각하게 받아들이는 사람들에게 다양하게 접근되었고 전통이 이미 중국의 문제를 해결할 수 없다는 것이 증명되었을 때 중국 전통으로의 얕고 오래된 퇴행이었다. 역사학자 수지 킴은 그것의 실패를 "결속력의 부족" 때문이라고 요약한다.
이 운동이 체계적인 이념과 추상적인 윤리 강령을 공식화하지 못한 것은 세금, 토지 분배, 그리고 지주의 처분에 대해 날카롭게 말한 공산주의자들의 약속과 뚜렷한 대조를 이루었다. 일부 가난한 중국 시민들의 관점에서 볼 때 마르크스주의자들의 정책은 훨씬 더 실용적이고 일관성이 있었으며 이는 신생활운동에 기인한 중요성의 결여로 이어졌다. 서구적 관점에서 장제스가 제시한 복잡한 윤리 강령은 유용하거나 실용적이기에는 너무 추상적이고 행동이 부족했으며 피상적이고 과도하게 이상주의적인 것으로 인식되었다.
대중적인 국내 반응의 부족은 신생활운동의 규칙을 강요한 극우 파시즘 단체인 남의사의 행동으로 인해 악화된다. 역사학자 스털링 시그레이브는 "1936년까지 남의사는 과도한 열정과 잔인함에 이끌려 미쳐 날뛰었고 신생활운동에 나쁜 평판을 주었다."고 썼다. 《리터레리 다이제스트》는 그 해에 "찻잔을 뒤집을 가능성이 가장 높았던 것은 장제스 자신의 민간인, 반외국인, 폭격, 찌르고, 총을 쏘는 '남의사' 테러리스트들이었는데 한때는 유용했지만 이제는 관리할 수 없게 되었고 프랑켄슈타인이라는 괴물과 같은 것이 되었다."고 관찰했다. 남의사의 폭력적이고 억압적인 행동의 연관성은 신생활운동에 대한 열광적인 반응을 악화시켰고 더 나아가 그것이 부정적인 평판을 초래했다.
다른 역사학자들은 신생활운동이 중국의 뿌리 깊고 복잡한 사회 경제적 문제를 해결하기 위한 중국 국민당의 노력을 상쇄할 수 없었다는 것을 인정하면서도 장점과 긍정적인 가치가 없었던 것은 아니라고 주장한다.
조너선 펜비에 따르면 "건강한 생활, 청결, 백신 접종, 파리와 모기 죽이기를 옹호하는 것과 같은 많은 신생활 규칙들은 매우 합리적이었다. 장제스의 공산주의 후계자가 중국인들을 재교육시키고 끌고 가려는 시도와 비교하면 그 운동은 긍정적이고 상냥했다. 그러나 중국이 직면한 규모의 문제가 있는 나라에서 이 계획은 제멋대로인 아이들에게 손가락을 흔들며 좌절한 아버지의 훈계와 같았다. 그 메시지는 어떤 경우에도 모자를 곧게 쓰는 것보다 생존에 더 관심이 있는 문맹 농민 대다수에게 전달되지 않았다. 잠자코 밥을 먹고 일찍 잠자리에 들라는 말을 듣는 것은 현대적인 도시 엘리트들로 하여금 정권을 하찮은 바쁜 사람들로 간주하게 만들 뿐이다." 펜비는 또한 현대 중국 자체가 2003년 가을에 공중 도덕의 날을 "신생활운동의 큰 울림"으로 인용하면서 중국인들에게 "더 나은 행동을 하도록" 장려하기 위해 정부가 후원하는 유사한 노력을 시도했다고 언급했다.
래나 미터는 "중국공산당은 반공주의 계열임에도 불구하고 검소함과 집단적 가치를 강조하면서 많은 가치와 가정을 공유했다. 그러나 그것은 큰 성공을 거두지 못했다. 중국은 대규모 농업과 재정 위기를 겪었지만 옷과 질서 있는 행동에 대한 처방은 대중적인 관심을 많이 끌지 못했다."고 지적했다. 그는 또한 동시대 중국이 최근 몇 년간 의식적으로 신생활운동의 많은 측면을 모방해 왔다고 주장하면서 쓰레기를 버리고 집을 꾸미기 위해 식물을 내놓는 주민들에게 지방위원회가 점수를 주는 중국 사회를 지적했다. 베이징 시민들은 2008년 하계 올림픽을 앞두고 '애국심 전시, 큰 책 수집, 화분으로 가득 찬 발코니'는 인정하고 '알코올 남용, 소음 불만, 오염, 인터넷 카페와 노래방을 포괄하는 면허 위반'은 낮은 점수를 주는 새로운 '도덕성 평가 지수'를 들었다. 또한 관광지의 공중 화장실도 업그레이드되고 별점을 받고 있다고 지적했다.
제이 테일러는 비록 많은 사람들이 희망하거나 상상했던 결과를 얻지 못했을지라도 당시 중국의 비참한 상황을 고려할 때 장제스의 신생활운동이 시작된 동기는 전체적으로 이해할 수 있었고 장제스가 실제로 운동 자체를 제국주의에 참여하는 데 사용하려고 하지는 않았지만 합법적으로 압도적인 문제들을 해결하기 위해 중국 사회에서 사용하려고 시도했다고 주장한다. 그는 "이 운동이 가르치려고 했던 가치들은 대부분 검소함과 양심, 단순함, 정직함, 심지어 민첩함, 위생, 단정함 등의 단순한 성리학적 장점들과 일본의 전통적인 습관들이었다. 비평가들에게 그 운동의 불안한 측면은 '전 국민의 삶을 철저히 군사화'하려는 의도였다. 그러나 '완전한 군사화'의 목적은 다른 사람들을 정복하기 위한 것이 아니라 '용기와 민첩성, 고통의 인내, 힘든 일에 대한 관용, 특히 통일된 행동의 습관과 능력'을 배양하는 것이라고 밝혔다. 그러한 목적은 "어제의 야만적인 삶의 방식, 그것의 무질서함, 무기력함, 그리고 우울함에 작별을 고하는 것"이라고 밝혔는데 이것들은 특히 공자와 예수의 순수한 브로마이드로 프레임될 때 거의 반대할 수 없는 목표였다."고 전했다. 그는 또한 장제스가 《대공보》에 보낸 편지에서 "내가 이탈리아의 소위 파시스트들을 모방한다면 나는 어떻게 공산당과 다를까?"라고 생각했고 1934년 중반까지 "조직에 완전히 환멸을 느꼈다."고 언급했다. 같은 시기에 독일에서 200만 명에 달하던 돌격단이 히틀러의 사설 준군사조직으로 활동했던 것과 달리 중국의 남의사는 1938년에 마침내 해체되었을 때 겨우 300명 정도의 공식적인 조직원을 가지고 있었다.
페데리카 페를란티는 모든 단점에도 불구하고 신생활운동이 중일 전쟁에서 일반적인 중국인들이 일본군과 싸우는 데에 기여했다고 평가했다. 특히 1939년에 중국의 여러 도시에 거주하던 여성들이 신생활운동 5주년 기금 모금 운동을 통해 엄청난 액수의 돈을 모금하는 데에 도움을 준 사실에 주목했다. 그는 나아가 "전시 상황에서 전개된 신생활운동 캠페인을 통한 공무원들의 참여는 중일 전쟁의 영향에 따른 중국 사회와 행정 기관의 붕괴를 막았고" 결론적으로 "행정 구조에서 신생활운동 조직의 복잡한 네트워크를 구축했다."고 말한다. 그는 신생활운동이 "전쟁의 첫 해 동안에 중국 국민당 국가를 안정시키는 데에 도움을 주었고 공무원들의 참여가 행정 기관들의 원심적 표류를 완화시켰다."고 평가했다.

## 구현
신생활 운동은 중국인들의 생활 방식을 통제하는 것을 목표로 했다. 일부 조치와 도덕 규범에는 쓰레기를 함부로 버리지 않기, 침을 뱉지 않기, 아편 사용에 대한 반대, 과소비와 사치에 대한 반대, 예술적이고 운동적인 행위를 선호하는 부도덕한 오락에 대한 거부, 정중한 행동, 국기에 대한 경례 등이 포함되었다. 일본인들이 찬물로 얼굴을 씻는 습관이 그들의 군사력의 표시였기 때문에 장제스는 시민들에게 찬물로 목욕할 것을 촉구했다.
장제스는 도덕적 행동을 강화하기 위해 정부의 법 집행에 의존했다. 이 운동을 시행하기 위해 다른 지역에 태스크 포스가 만들어졌지만 시행에 대한 일부 지역의 보고서에서는 이 운동이 심각하게 자금 부족, 인력 부족, 법 집행 공무원들에 의해 제대로 이해되지 않는 것으로 나타났다.
남의사는 또한 신생활운동의 실행에 중요한 역할을 했다. 신우파 그룹은 처음에 4가지 덕목과 추가로 배치된 95가지 규칙을 따르지 않는 사람들의 행동을 바로잡으려 했다. 그러나 그들은 곧 장제스의 이상을 강화하기 위해 무력으로 전향하여 운동에 나쁜 평판과 견해를 주었다. 남의사에 의해 사용된 과도한 폭력은 운동을 포함했고 국민당이 시행하고 있는 새로운 교리를 따르는 것을 꺼리는 대중들로 이어졌다.

## 역사적 평가
쑹메이링의 전기 작가의 말에 따르면 신생활운동이 "신유교 교리, 얄팍하게 위장된 신약 기독교, YMCA 스타일의 사회적 행동주의, 사무라이가 따르던 부시도의 요소들, 그리고 유럽의 파시즘의 호기심 많은 동서 이념적 융합과 뉴잉글랜드 청교도주의"라고 한다. 그는 "사실 신생활운동이 중국 사회에 미치는 실제적이고 지속적인 영향은 제한적이었다. 비록 숭고했지만 중국인들의 삶의 태고적인 병폐인 도박, 아편, 방탕, 가난, 구걸, 강도, 오물, 부패, 공공의 이익에 대한 무관심과 싸우는 것은 풍차에 기울어진 것과 같았다. 대중적인 계획을 거부한 대중 운동인 신생활운동은 대중에게 정치적인 목소리를 거부하면서 정치적인 의식을 불어넣으려 했다."고 지적했다. 아리프 딜릭은 이 운동이 이념적 호소와 정치적 조직 모두에서 공산주의의 성공에 대항할 필요성에 의해 동기 부여가 되었다고 설명한다.
역사학자 수지 신생활운동을 나중에 일어난 문화대혁명과 비교한다. 그는 두 운동 모두 일상 생활의 변화라는 측면에서 표면적인 유사점이 있지만 "신생활운동은 국가의 세력 확장을 꾀하여 '통제적 민중동원'의 한 형태로 자신의 의제를 중심으로 사람들을 동원할 목적으로 위에서 아래로 제도화된 반면 문화대혁명은 주기적으로 국가의 통제를 벗어난 상향식 운동이었다."고 판단했다.
미국의 교수이자 정치학자인 A. 제임스 그리거는 이 운동에 대한 다른 역사학자들의 비판적인 평가에 이의를 제기하며 "사실 신생활운동에는 특별히 파시스트적인 것은 아무것도 없었다. 확실히 중국의 마르크스주의자들은 그것이 1934년 초에 처음 나타났을 때 그것을 그렇게 특징짓지 않았다. 사실 중국 마르크스주의자들은 1928년에 일찍이 "백색 공포" 프로그램의 일환으로 중국에서의 공산주의 활동에 대한 억압을 생각했음에도 불구하고 매우 오랫동안 국민당의 정치 활동에서 '파시스트'를 식별하지 못했다."고 지적했다. 브리태니커 백과사전은 신생활운동을 간단히 언급하면서 이 운동을 특별히 반동적이거나 성공적인 사회정치적 운동이 아니며 단순히 "중국의 전통적 가치를 가르쳐 공산주의의 확산을 막으려는 프로그램"이라고 묘사했다.
네덜란드의 역사가인 한스 판 더 펀에 따르면 "신생활 운동을 풍자하는 것은 쉽지만 실제로 그 당시에도 그랬듯이 그것은 오랜 영향을 미쳤다. 심지어 오늘날에도 중국의 많은 학교와 사무실은 서양의 학교들이 위생과 건강 그리고 안전 증명서를 보여주는 것과 같은 방식으로 '시민 증명서'를 보여준다."고 설명했다. 오늘날 시진핑 국가주석이 이끄는 중국 정부는 또다시 유흥비에 제한을 가하고 사치에 반대하는 운동을 계속하고 있다. 신생활운동의 이상은 그들의 승진이 권력자들의 지위를 강화할 만큼 충분히 광범위한 매력을 가지고 있다. 그는 또한 1927년 후난성에서 일어난 농민 혁명을 언급했다. 마오쩌둥은 이 혁명을 통해 "그들은 도박, 아편 흡연, 저속한 오페라 공연, 미신, 과도한 잔치, 도적 행위 등 옛 중국의 악습을 근절하고 있다."고 언급했고 이를 통해 부패하고 해로운 관행을 끝내기 위해 극단적인 무력을 사용하는 방식을 옹호했다. 마오쩌둥 자신도 결국 중국 군인들이 더 높은 수준의 행동을 열망하도록 하기 위해 '3가지 규율'(명령에 대한 복종, 농민의 재산 몰수 금지, 지주에게서 빼앗은 모든 것의 높은 권위에 대한 즉각적인 항복)과 '8가지 주의점'(공손함, 정직함, 여성에 대한 예의 등)을 시행했다.

## 같이 보기
- 5·4 운동
- 신문화운동

## 참고 문헌
- Chiang, Kai-shek (1934년). “"On The Need For a New Life Movement" (Speech 1934)” (PDF). 《Columbia University - East Asian Curriculum Project》 (영어).
- DeBary, Wm. Theodore, 편집. (2000년). 《Sources of Chinese Tradition: From 1600 through the Twentieth Century》 (영어) II. New York: Columbia University Press. ISBN 0231-11271-8.
- Dirlik, Arif (1975년). “The Ideological Foundations of the New Life Movement: A Study in Counterrevolution”. 《Journal of Asian Studies》 (영어) 34 (4): 945–980. doi:10.2307/2054509. JSTOR 2054509. S2CID 144316615.
- Eastman, Lloyd (1974년). 《The Abortive Revolution: China under Nationalist Rule, 1927-1937》 (영어). Cambridge, Mass.: Harvard University Press. ISBN 0674001753.
- Heinrichs, Maurus (1936년). “Vita nova et vita christiana”. 《Collectanea Commissionis Synodalis》 (영어) 9 (1): 39–69.
- Li, Laura Tyson (2006년). 《Madame Chiang Kai-shek: China's Eternal First Lady》 (영어). New York: Atlantic Monthly Press. 492쪽. ISBN 0871139332. China New Life Movement.
- Liu, Wennan (2013년). “Redefining the Moral and Legal Roles of the State in Everyday Life: The New Life Movement in China in the Mid-1930s” (PDF). 《Cross-Currents: East Asian History and Culture Review》 (영어) 2 (2): 335–365. doi:10.1353/ach.2013.0022. 2022년 3월 17일에 원본 문서 (PDF)에서 보존된 문서. 2022년 11월 26일에 확인함.
- Thomson, James Claude, Jr. (1969년). 〈Americans and Ideological Reform: The New Life Movement〉. 《While China Faced West: American Reformers in Nationalist China, 1928-1937》 (영어). Cambridge: Harvard University Press. 151–174쪽. ISBN 9780674951358.
- Edwin Pak-wah Leung (1992년).  Yip, Ka-che, 편집. 《New Life Movement - Historical Dictionary of Revolutionary China, 1839-1976》 (영어). Greenwood Press. 289–290쪽.